# Toranj Galata
Toranj Galata (tur. Galata Kulesi) – zvan Christea Turris (lat. Kristov toranj) po Genovežanima,  je srednjovjekovni kameni toranj u četvrti Galata / Karaköy,  Istanbul, Turska, na sjeveru Zlatnog roga. Jedna je od najupečatljivijih gradskih znamenitosti, to je visoki, stožastim krovom pokriven cilindar koji dominira vizurom i nudi panoramski pogled na stari dio Istanbula i njegovu okolicu.

## Opis
Devetokatni toranj visok je 66,90 metara (62,59 m bez ukrasa na vrhu, 51,65 m na vidikovcu), bio je najviša gradska struktura kada je sagrađen. Toranj ima vanjski promjer od 16,45 metara u podnožju, na 8,95 metara promjera unutra, a zidovi su 3,75 metra debljine.
Tu je restoran i kafić na gornjim katovima koji nudi prekrasan pogled na Istanbul i Bospor. Na gornjim katovima je noćni klub koji ugošćuje turski show. U tornju također postoje i dva dizala.